# Якшур (Завьяловский район)
Якшу́р (удм. Якшур) — деревня в Завьяловском районе Удмуртии, административный центр Якшурского сельского поселения. Расположено в 14 км к востоку от центра Ижевска и в 11 км к северо-востоку от Завьялово. Через село протекает река Якшурка, левый приток Вожойки.

## Этимология
Название деревни происходит из удмуртского языка: як < яг — 'бор, лес'; шур — 'река, речка, родник' и является распространённым удмуртским топонимом.

## История
Год основания деревни Якшур считается 1703. До революции Якшур входил в состав Сарапульского уезда Вятской губернии. По данным десятой ревизии в 1859 году в 52 дворах казённой деревни Якшур при речке Якшуре проживало 379 человек, работало 3 мельницы, кузница.
В 1920 году Якшур входит во вновь образованную Вотскую АО, включается в состав Смирновского сельсовета. В 1932 году Смирновский сельсовет переименовывается в Якшурский, а его центр переносится в Якшур.
В 1994 году сельсовет преобразуется в Якшурскую сельскую администрацию, а в 2005 в Муниципальное образование «Якшурское» (сельское поселение).
22 апреля 1993 года в ходе многодневной поездки по регионам в преддверии всероссийского референдума 25 апреля 1993 года в деревню Якшур совершил визит президент России Б. Н. Ельцин. В деревне Ельцин посетил колхоз «Путь Ильича» и отобедал с семьёй местных жителей Никитиных.

## Экономика и социальная сфера
Главным предприятием деревни является ОАО «Путь Ильича», преобразованное из одноимённого колхоза-племзавода. Основное производство: картофелеводство, зерновые культуры, многолетние травы. Налажен выпуск молока, творога, сметаны, пельменей.
В Якшуре работают МОУ «Якшурская средняя общеобразовательная школа», МДОУ «Якшурский детский сад», МУЧ «Культурный комплекс „Якшурский“», клуб.
В январе 2010 года был открыт храм, освященный во имя Святой Троицы.

## Транспорт
В Якшур можно добраться на автобусе № 326, который отправляется от ул. 9-е Января города Ижевска, следуя по Воткинскому шоссе.

## Улицы
- Заречная улица
- Ленина улица
- Ленина переулок
- Луговая улица
- Механизаторов улица
- Молодёжная улица
- Нагорная улица
- Новостроительная улица
- Парниковая улица
- Полевой переулок
- Садовый переулок
- Сосновая улица
- Юбилейная улица
- Мира улица
- Дружбы улица